# Xã Ninnescah, Quận Kingman, Kansas
Xã Ninnescah (tiếng Anh: Ninnescah Township) là một xã thuộc quận Kingman, tiểu bang Kansas, Hoa Kỳ. Năm 2010, dân số của xã này là 273 người.